# Mežaparks
Mežaparks (dawniej niem. Kaiserwald, "las cesarski") – jeden z mikrorejonów Rygi, znajdujący się w dzielnicy Ziemeļu. Jest jedną z prestiżowych dzielnic miasta oraz popularnym terenem rekreacyjnym. Położona jest na brzegach jeziora Ķīšezers. Nazwa oznacza po łotewsku "park leśny".
Najwcześniejsze wzmianki o ludności zamieszkującej teren Mežaparks pochodzą z XIV wieku. W XVII wieku król szwedzki ustanowił w tym miejscu obóz wojskowy, nazywając go Keninu mezs ("Las Królów"). Do połowy XIX wieku tereny były głównie rolnicze, jednak później okolica stała się popularnym miejsce budowy domów letnich i willi. Większość z nich powstałą w stylu art nouveau i eklektycznym. Tym samym jest to jedno z pierwszych miast-ogrodów w Europie.
Podczas II wojny światowej na obszarze dzielnicy znajdował się obóz koncentracyjny Kaiserwald.
Obecnie w Mežaparks mieści się m.in. ryskie Zoo i park rozrywki. Co 5 lat odbywa się w nim również Łotewski Festiwal Pieśni i Tańca.